# Song for Jeffrey
Song for Jeffrey (noto anche come A Song for Jeffrey) è un singolo del 1968 dei Jethro Tull, presente nell'album This Was, composta da Ian Anderson. È stata anche pubblicata come singolo su 45 giri, avendo sul lato B One for John Gee.
Il pezzo, come sostenuto più volte dallo stesso Anderson in vari concerti, è dedicato ad un amico di Blackpool, Jeffrey Hammond il quale, insieme a John Evan, Ian Anderson e Barriemore Barlow, aveva suonato come bassista in due band giovanili di Blackpool, The Blades e The John Evan Band, dal 1963 al 1967, e sarebbe poi divenuto membro dei Jethro Tull dopo che Glenn Cornick decise di abbandonarla, facendo così la sua prima apparizione nell'album Aqualung.
Insieme a One for John Gee (che non fu inserita nell'album originale), Song for Jeffrey fu il primo singolo dei Jethro Tull per la Island Records.

## Comparse in altri album
- Living in the Past (album) (1972)
- 20 Years of Jethro Tull (1988)
- 25th Anniversary Box Set (1993)
- The Best of Jethro Tull: The Anniversary Collection (1993)
- Aqualung versione rimasterizzata (1996) - versione diversa dal titolo Songs for Jeffrey
- The Very Best of Jethro Tull (2001)